# Прото
Прото — (від дав.-гр. πρῶτος — «перший») — частина складних слів, що вказує на первинність, першооснову або попередній етап розвитку чого-небудь (наприклад, протоплазма, прототип) або на вищу ступінь (переважно в церковних званнях, наприклад, протоієрей).